# Актюбинский региональный университет имени К. Жубанова
Актюбинский региональный университет имени К. Жубанова (АРУ) (каз. Қ. Жұбанов атындағы Ақтөбе өңірлік университеті (АӨУ)) — многопрофильное высшее учебное заведение в Актобе.

## Об университете
Актюбинский региональный университет имени К. Жубанова  — это многопрофильное высшее учебное заведение, расположенное в городе Актобе, Казахстан. Университет был основан в 1966 году как педагогический институт и с тех пор значительно расширил свои масштабы, став одним из ведущих учебных заведений Западного Казахстана. Он предоставляет образование в различных областях, включая гуманитарные, естественные, технические и социальные науки.

## Структура университета
Университет включает в себя 16 факультетов, таких как:
- Физико-математический факультет
- Историко-филологический факультет
- Экономический факультет
- Юридический факультет
- Технический факультет
- Факультет иностранных языков
- Педагогический факультет и многие другие.
Кроме того, университет имеет многопрофильный колледж и общеуниверситетские кафедры, например, кафедры психологии, социально-политических дисциплин, иностранных языков и физической культуры. Он также активно развивает международное сотрудничество, включая создание факультета с Heriot-Watt University, что позволяет студентам получать образование по британской модели.

## История
В 1966 году был основан Актюбинский педагогический институт , который состоял из двух факультетов (физико-математического и филологического), на которых обучалось 250 человек по специальностям: физика и математика, русский язык и литература, русский язык и литература в казахских школах.
В 1990 году институту было присвоено имя первого казахского профессора-лингвиста Кудайбергена Жубанова.
7 мая 1996 года Постановлением Правительства Казахстана № 573 институт был реорганизован в Актюбинский университет имени К. Жубанова.
31 января 2001 года университет получил статус «государственный». 3 февраля 2004 года произошла реорганизация АГУ имени К. Жубанова с его выделением из состава Актюбинского педагогического института.
29 августа 2013 года произошло слияние Актюбинского государственного университета им. К.Жубанова и Актюбинского государственного педагогического института, в результате начал функционировать Актюбинский региональный государственный университет им. К.Жубанова.

## Нововведения и достижения
Университет активно внедряет инновационные подходы в образование. Одним из важных шагов стало сотрудничество с международными учебными заведениями и участие в глобальных рейтингах. В 2020 году университет был включен в рейтинг QS для развивающихся стран Европы и Центральной Азии. Это подчеркивает высокий уровень образования, который предлагается студентам университета.
Также в университете активно развиваются новые направления, такие как информационные технологии, инженерия, экономические науки и педагогика. Он готовит специалистов, соответствующих современным требованиям рынка труда, и внедряет новые образовательные программы с учетом международных стандартов.

## Специальности и программы
Преподавательский состав университета представлен 783 преподавателями. Из них: 58 - доктора PhD, 27 - доктора наук, 192 - кандидаты наук.
Университет предлагает студентам широкий выбор программ бакалавриата, магистратуры и докторантуры. Образовательные программы регулярно обновляются, что позволяет выпускникам быть конкурентоспособными на рынке труда как в Казахстане, так и за рубежом.
В АРГУ ведется обучение по образовательным программам:
- B011 Подготовка учителей информатики
- B013 Подготовка учителей биологии
- B014 Подготовка учителей географии
- B015 Подготовка учителей по гуманитарным предметам
- B016 Подготовка учителей казахского языка и литературы
- B017 Подготовка учителей русского языка и литературы
- B018 Подготовка учителей иностранного языка
- B019 Подготовка cоциальных педагогов
- B021 Исполнительское искусство
- B022 Музыковедение
- B023 Режиссура, арт-менеджмент
- B031 Мода, дизайн
- B041 Психология
- B042 Журналистика и репортерское дело
- B051 Окружающая среда
- B052 Наука о земле
- B053 Химия
- B054  Физика
- B061 Материаловедение и технологии
- B071 Горное дело и добыча полезных ископаемых
- B072 Технология фармацевтического производства
- B073 Архитектура
- B091 Туризм
- B095 Транспортные услуги

## Ректоры
- 1966—1983 Щетинин Павел Степанович
- 1983—1995 Арынов Мухтар Галиевич
- 1995—2013, 2014-2016 Кенжебаев Кенжегали Кенжебаевич
- 2004-2012 Нурышев Галымжан Жумабаевич
- 2013-2014 Нурмагамбетов Амантай Абилкайрович
- с 18 марта 2017 Ердембеков Бауржан Амангельдыевич
- с сентября 2021 Карабасова Лаура Чапаевна

## Факультеты и общеуниверситетские кафедры
В своей структуре АГУ имени К. Жубанова включает в себя 16 факультетов, многопрофильный колледж и 4 общеуниверситетские кафедры:
- Физико-математический факультет
- Историко-филологический факультет
- Факультет естествознания
- Факультет иностранных языков
- Экономический факультет
- Технический факультет
- Юридический факультет

- Многопрофильный колледж
- Кафедра психологии и педагогики
- Кафедра социально-политических дисциплин
- Кафедра иностранных языков
- Кафедра физвоспитания
- Факультет педагогики и менеджмента в образовании
- Профессионально-творческий факультет
- Филологический факультет
- Международный факультет Heriot-Watt